# Test di Flack
Il test di Flack è un esame medico basato su una variante della manovra di Valsalva, che consiste nel soffiare, dopo inspirazione profonda, in un manometro a mercurio e mantenere la colonnina a un valore di 40 mmHg il più a lungo possibile.
Viene utilizzato per diagnosticare difetti del ritorno del sangue venoso al cuore in un paziente in posizione eretta. Il test viene considerato positivo qualora vi sia la scomparsa del polso radiale entro dieci secondi dal momento in cui il paziente ha iniziato a soffiare.
Questo era stato ideato per determinare le condizioni fisiche degli aviatori ed era stato usato con ottimi risultati dalla Royal Air Force nella prima e nella seconda guerra mondiale.